# 顔竣
顔 竣（がん しゅん、生年不詳 - 459年）は、南朝宋の官僚・文人。字は士遜。本貫は琅邪郡臨沂県。

## 経歴
顔延之の子として生まれた。はじめ太学博士となり、太子舎人に転じた。武陵王劉駿の下で撫軍主簿となり、重用された。文帝は諸王の下に朋党ができるのを嫌って、顔竣を尚書郎として召還しようとしたが、吏部尚書の江湛の反対により取りやめられた。元嘉25年（448年）、劉駿が安北将軍に転じると、顔竣はその下で安北主簿となった。元嘉27年（450年）、劉駿が鎮軍将軍に転じると、顔竣は従って鎮軍主簿となった。元嘉28年（451年）、劉駿が北中郎将に転じると、顔竣は北中郎府主簿となった。北魏の太武帝が彭城から退却し、互市を求めてくると、顔竣は北魏との和親を無益なものとして退けるよう主張した。劉駿が南中郎将・江州刺史として尋陽に駐屯すると、顔竣は南中郎記室参軍に転じた。
元嘉30年（453年）春、父の顔延之が致仕すると、顔竣は解職を強く求めたが、許されなかった。文帝が劉劭に殺害され、劉駿が劉劭打倒のために挙兵すると、顔竣は諮議参軍に転じ、録事を兼ね、檄文の製作にあたった。劉駿が尋陽を出立した直後、病にかかって沈慶之以下の劉駿の部下たちは劉駿に面会することができなくなったが、ひとり顔竣だけが寝室に出入りして、軍機を相談した。劉駿がしばしば危篤に陥り、決断を下すことができなくなると、顔竣の専断により事が進められた。劉駿（孝武帝）が即位すると、顔竣は侍中に任じられた。まもなく左衛将軍となり、散騎常侍の位を加えられた。建城県侯に封じられた。
孝建元年（454年）、吏部尚書に転じ、驍騎将軍を兼ねた。南郡王劉義宣や臧質らが反乱を起こすと、顔竣は領軍を兼ねた。劉義宣や臧質の子たちが建康県・秣陵県・湖熟県・江寧県の境に匿われていたことが発覚すると、孝武帝は激怒して、丹陽尹の褚湛之を免官し、4県の官長を収監した。顔竣は代わって丹陽尹に任じられ、散騎常侍の位を加えられた。
孝建3年（456年）、徐爰・沈慶之・江夏王劉義恭らとともに貨幣政策を議論し、二銖銭の鋳造に反対した。丹陽尹のまま中書令の任を兼ねた。謝荘に代わって吏部尚書となり、太子左衛率を兼ねた。就任しないうちに、父が死去したため辞職して喪に服した。まもなく右将軍・丹陽尹として、再び起用された。
顔竣は藩王以来の孝武帝の旧臣として、遠慮なく利害得失を説き、帝の意に反した諫言を行うことも多かった。大明元年（457年）、東揚州刺史に任じられた。母が死去し、服喪のため解職を求めたが、許可されなかった。孝武帝に対する批判を述べて、帝の怒りを買い、免官されて爵位を剥奪され、身柄を廷尉に送られて獄に下された。大明3年（459年）、竟陵王劉誕が反乱を起こすと、顔竣は御史中丞の庾徽之の弾劾を受けて、獄中で殺害された。妻子は辺境に流されることとなったが、子の顔辟彊は交州に移送される途中でやはり殺された。顔竣の文集は当時に通行した。

## 伝記資料
- 『宋書』巻75 列伝第35
- 『南史』巻34 列伝第24